# Pseudoderbesia
Pseudoderbesia é um género monotípico de algas, pertencente à família Bryopsidaceae. Sua única espécie é: Pseudoderbesia arbuscula.